# Cymbopogon calcicola
Cymbopogon calcicola är en gräsart som beskrevs av Charles Edward Hubbard. Cymbopogon calcicola ingår i släktet Cymbopogon, och familjen gräs. Inga underarter finns listade i Catalogue of Life.